# Hermann Bleibtreu (Ingenieur)
Hermann Bleibtreu (* 27. September 1889 in Bonn; † 15. Juli 1977 in Richmond, Virginia) war ein deutscher Hochschullehrer für Maschinenbau.

## Leben
Johann Wilhelm Hermann Bleibtreu wurde im September 1889 als Sohn von Walter Bleibtreu und dessen Ehefrau Franziska Stintzing in Bonn geboren. Er war der Enkel des Chemikers und Erfinders Hermann Bleibtreu (1821–1881) und Urenkel von Leopold Bleibtreu. Er besuchte die Vorschule und das städtische Gymnasium. Nach der Reifeprüfung 1908 an einem Realgymnasium machte er zunächst ein praktisches Jahr in den Maschinenfabriken in Dottendorf und in Grevenbroich. Von 1909 bis 1914 studierte er Maschinenbau an der TH Berlin-Charlottenburg. Im Sommer 1914, kurz vor der Abschlussprüfung, unternahm er eine Fahrt mit dem Dampfer Kronprinzessin Cecilie nach New York City. Da zu dieser Zeit der Erste Weltkrieg ausbrach, war eine Rückfahrt nicht mehr möglich. Bleibtreu blieb in den USA und fand schließlich eine Beschäftigung bei dem Eisenbahnexperten John R. Gould. Bei einer Tätigkeit in Richmond lernte er auch seine spätere Frau kennen. 
Nach einer längeren Berufstätigkeit in den USA kehrte er Anfang der 1920er Jahre nach Deutschland zurück und arbeitete auf Vermittlung von Hermann Röchling als Oberingenieur bei der Wärmezweigstelle Saar des Vereins Deutscher Eisenhüttenleute in Saarbrücken. Parallel zu seiner Berufstätigkeit legte er an der RWTH Aachen seine Diplomprüfung ab. 
Im Frühjahr 1922 erarbeitete Bleibtreu den Bericht Kohlenstaubfeuerungen, der dem Reichskohlenrat im Auftrag des technisch-wirtschaftlichen Sachverständigenausschusses für Brennstoff im Mai 1922 erstattet wurde. Oberingenieur Bleibtreu von der Wärmestelle des Vereins deutscher Eisenhüttenleute, Zweigstelle Saarbrücken, wurde mit der Berichterstattung betraut, weil er bis vor kurzem an der Entwicklung der Kohlenstaubfeuerung in den Vereinigten Staaten von Amerika praktisch mitgearbeitet hatte. 1929 nahm er ein Angebot einer amerikanischen Firma an und kehrte mit der Familie in die USA zurück. 
Bleibtreu wurde zum Oktober 1931 als ordentlicher Professor für Maschinenbau an die TH Darmstadt berufen. Er trat damit die Nachfolge von Enno Heidebroek an, der im selben Jahr an die TH Dresden gewechselt war. Mit der Professur war die Funktion des Vorstehers des Maschinenbau-Laboratoriums II verbunden, das sich im südlichen Teil des Sockelgeschosses und Erdgeschosses des 1908 errichteten Erweiterungsbaus des Hauptgebäudes befand. Bleibtreu konzentrierte sich bei seinen Arbeiten auf Schwingungsuntersuchungen von Motoren und gekröpften Wellen.
Parallel dazu erhielt er den Auftrag, ein Kohlekraftwerk in Rüsselsheim für die Opelwerke zu bauen. 
Bleibtreu hatte ein distanziertes Verhältnis zum Nationalsozialismus. Er und seine Frau gehörten der Bekennenden Kirche an. Er war, wie die Mehrzahl der Professoren an der TH Darmstadt, kein Mitglied der NSDAP, der SA oder der SS. Allerdings war er einige Zeit Förderndes Mitglied der SS. Von 1937 bis 1939 war Hermann Bleibtreu Dekan der Abteilung Maschinenbau, Papier- und Gasingenieurwesen und Luftfahrt. Nach einer geplanten Reise in die USA im Sommer 1939 verließ er die TH Darmstadt und siedelte mit seiner Familie zunächst zu seinen Schwiegereltern nach Richmond über. Seine Emigration erfolgte aus politischen Gründen. Auf seiner Personalkarte wurde vermerkt „Entlassung ohne Dank“. Seine Entpflichtung erfolgte offiziell zum 15. August 1939. 
Bleibtreu fand in den USA relativ schnell eine Beschäftigung bei der Lokomotivfabrik Electro-Motive Diesel in La Grange (Illinois). Nach 1942 war er als beratender Ingenieur tätig. Bleibtreu hielt nach dem Zweiten Weltkrieg regen Kontakt zu seinen Kollegen in Deutschland. Er besuchte Deutschland mehrfach. So nahm er beispielsweise an der Hundertjahrfeier des Bonner Portland-Zementwerkes im Juni 1956 teil. Aufgrund seiner fachlichen Expertise hatte er intensiven Kontakt zu Edmund Frohne und zur Deutschen Bundesbahn. Sein letzter Besuch in Deutschland war 1974. 
Hermann Bleibtreu starb in Richmond, Virginia, im Alter von 88 Jahren. Seine letzten Jahre hatte er in einem Altersheim verbracht. Er war seit Juni 1922 mit Hanna Helene Vietor (1894–1993) verheiratet, die er zur Zeit des Ersten Weltkriegs in den USA kennengelernt hatte. Aus der Ehe sind die Kinder Hildegard Anderson geborene Bleibtreu (1929–2010) und Hermann Karl Bleibtreu (* 1933) hervorgegangen.

## Veröffentlichungen
- 1920: Aus der Entwicklung der amerikanischen Kraftwirtschaft während des Krieges. Düsseldorf.
- 1922: Kohlenstaubfeuerungen: Bericht, dem Reichskohlenrat erstattet im Auftrage seines technisch-wirtschaftlichen Sachverständigenausschusses für Brennstoffverwendung, Berlin
- 1925: Wirtschaftliche Grundlagen und betriebliche Organisation der Eisenindustrie der Vereinigten Staaten von Amerika und deren Rückwirkung auf die Wärmetechnik, Düsseldorf.
- 1925: Über neuzeitliche industrielle Feuerungen, Düsseldorf.
- 1926: Aus dem amerikanischen Hochofen- und Kokereiwesen, Düsseldorf.
- 1927: Entwicklungsrichtungen in der Kohlenstaubtechnik, Düsseldorf.
- 1928: Über flussstählerne Lokomotiv-Feuerkisten unter besonderer Berücksichtigung des Werkstoffes und der Ausführung, Düsseldorf.
- 1928: Über die Verwendung von Koksofengas bei Kleinöfen und Wärmmaschinen, Düsseldorf.
- 1930: Kohlenstaubfeuerungen. Berlin, 1930.
- 1932: Erfahrungen und Ziele im amerikanischen Walzwerksofenbau, Düsseldorf.
- 1933: Entwicklungslinien im Bau amerikanischer Siemens-Martin-Werke, Düsseldorf.